# 考古探偵一法師全
考古探偵一法師全（こうこたんてい いっぽうしぜん）は、化野燐による日本のライトミステリ小説のシリーズ。角川文庫より書き下ろしで刊行されている。イラストはワカマツカオリ。

## シリーズ一覧
- 葬神記 考古探偵一法師全の慧眼（2011年3月25日発売、ISBN 978-4-04-394392-0）
- 鬼神曲 考古探偵一法師全の不在（2011年5月25日発売、ISBN 978-4-04-394422-4）
- 偽神譜 考古探偵一法師全の追跡（2011年9月22日発売、ISBN 978-4-04-394452-1）
- 火神録 考古探偵一法師全の記憶（2012年2月25日発売、ISBN 978-4-04-100064-9）

## あらすじ（第1巻）
奈良県T市の五百木（いおき）遺跡の発掘現場で、現場責任者の遺体が発見される。現場には、遺体の第一発見者でアルバイトの発掘調査員・古屋以外の足跡がなかったため、古屋が容疑者として疑われる。事件は、地元民の間に古くから伝わる「ぬかと様の祟り」のせいなのか。私設の研究所に所属する考古学者・一法師全が、市の教育委員会の依頼で事件の解明に乗り出す。

## 登場人物
一法師 全（いっぽうし ぜん）
千装（ちぎら）文化財研究所という私設の考古学研究所に所属する考古学者。文化財専門のトラブル・シューターで、その筋では名を知られており、「考古探偵」と呼ぶ者もいる。長身で痩せぎす、白衣を着ている。冷徹で毒舌。
古屋 達司（ふるや たつし）
偶然覗いた骨董品店で転倒し高額な壷を割ってしまい、その弁償のためにアルバイトとして参加した考古学の発掘現場で死体を発見してしまい、状況から容疑者にされてしまうが、一法師によって無実を証明される。洞察力や思考力は乏しいが、事件の真相に迫る事象を無意識に夢で見るなど、超常的な力の片鱗を見せる。
荻原 義昭（おぎわら よしあき）
一法師の後輩。真っ黒に日焼けした無精ひげの男。一法師の物言いを度々たしなめる。
千装 佳織（ちぎら かおり）
千装文化財研究所の職員。経理担当者。楚々とした和風の美人。研究所の創設者の孫。
呉 英雄（くれ ひでお）
京都で嘱託学芸員をしている。ネットを媒介に活動する、“偽りの歴史を正す市民協議会”を名乗る。